# Suzuka Circuit
Koordinati:   34°50′35″N, 136°32′26″E
Suzuka International Racing Course (japonsko 鈴鹿国際レーシングコース Suzuka Kokusai Rēsingu Kōsu), znano tudi kot Suzuka Circuit (japonsko 鈴鹿サーキット Suzuka Sākitto), je dirkališče, ki leži v bližini japonskega mesta Suzuka.
Dirkališče gosti dirko Svetovnega prvenstva Formule 1 za Veliko nagrado Japonske, ki je prvotno na njem redno potekala med letoma 1987 in 2006. V sezonah 2007 in 2008 se je Velika nagrada Japonske odvijala na dirkališču Fuji Speedway, potem pa med sezonama 2009 in 2019 zopet redno potekala v Suzuki. V sezoni 2022 se je dirka odvijala prvič po treh letih, saj je bila dvakrat odpovedana zaradi pandemije koronavirusa.
Dirkališče je v lasti koncerna Honda. Ustanovitelj podjetja Soičiro Honda je v petdesetih letih 20. stoletja želel urediti stalno dirkališče, ki ga je nato oblikoval Nizozemec Hans Hugenholtz. Dirkališče je bilo odprto septembra 1962.
Sedanja proga za dirke Formule 1 je v uporabi od leta 2003. Dolga je 5,807 kilometra in ima 18 ovinkov. Je edina v Formuli 1, ki ima obliko številke 8. Pred koncem ravnine med ovinkoma 14 in 15 je nadvoz, ki prečka ravnino med ovinkoma 9 in 10.

## Zmagovalci
| Leto | Dirkač             | Moštvo                     | Poročilo |
| ---- | ------------------ | -------------------------- | -------- |
| 2025 | Max Verstappen     | Red Bull Racing-Honda RBPT | Poročilo |
| 2024 | Max Verstappen     | Red Bull Racing-Honda RBPT | Poročilo |
| 2023 | Max Verstappen     | Red Bull Racing-Honda RBPT | Poročilo |
| 2022 | Max Verstappen     | Red Bull Racing-RBPT       | Poročilo |
| 2019 | Valtteri Bottas    | Mercedes                   | Poročilo |
| 2018 | Lewis Hamilton     | Mercedes                   | Poročilo |
| 2017 | Lewis Hamilton     | Mercedes                   | Poročilo |
| 2016 | Nico Rosberg       | Mercedes                   | Poročilo |
| 2015 | Lewis Hamilton     | Mercedes                   | Poročilo |
| 2014 | Lewis Hamilton     | Mercedes                   | Poročilo |
| 2013 | Sebastian Vettel   | Red Bull-Renault           | Poročilo |
| 2012 | Sebastian Vettel   | Red Bull-Renault           | Poročilo |
| 2011 | Jenson Button      | McLaren-Mercedes           | Poročilo |
| 2010 | Sebastian Vettel   | Red Bull-Renault           | Poročilo |
| 2009 | Sebastian Vettel   | Red Bull-Renault           | Poročilo |
| 2006 | Fernando Alonso    | Renault                    | Poročilo |
| 2005 | Kimi Räikkönen     | McLaren-Mercedes           | Poročilo |
| 2004 | Michael Schumacher | Ferrari                    | Poročilo |
| 2003 | Rubens Barrichello | Ferrari                    | Poročilo |
| 2002 | Michael Schumacher | Ferrari                    | Poročilo |
| 2001 | Michael Schumacher | Ferrari                    | Poročilo |
| 2000 | Michael Schumacher | Ferrari                    | Poročilo |
| 1999 | Mika Häkkinen      | McLaren-Mercedes           | Poročilo |
| 1998 | Mika Häkkinen      | McLaren-Mercedes           | Poročilo |
| 1997 | Michael Schumacher | Ferrari                    | Poročilo |
| 1996 | Damon Hill         | Williams-Renault           | Poročilo |
| 1995 | Michael Schumacher | Benetton-Renault           | Poročilo |
| 1994 | Damon Hill         | Williams-Renault           | Poročilo |
| 1993 | Ayrton Senna       | McLaren-Ford               | Poročilo |
| 1992 | Riccardo Patrese   | Williams-Renault           | Poročilo |
| 1991 | Gerhard Berger     | McLaren-Honda              | Poročilo |
| 1990 | Nelson Piquet      | Benetton-Ford              | Poročilo |
| 1989 | Alessandro Nannini | Benetton-Ford              | Poročilo |
| 1988 | Ayrton Senna       | McLaren-Honda              | Poročilo |
| 1987 | Gerhard Berger     | Ferrari                    | Poročilo |